# Wursterheide
Wursterheide is een dorp in de Duitse deelstaat Nedersaksen. Het dorp maakte van 1967 tot 2015 deel uit van de gemeente Nordholz in het Landkreis Cuxhaven. Op 1 januari 2015 ging die gemeente Nordholz op in de eenheidsgemeente Wurster Nordseeküste. 
De naam van het dorp geeft aan dat het naast het Land Wursten ligt op de hoger gelegen geestgronden. Wursterheide ligt halverwege het dorp Nordholz en het ten zuidoosten daarvan gelegen militaire vliegveld.
De propeller in het eigenaardige dorpswapen verwijst naar de locatie. Het dorp werd vanaf 1926 gebouwd op een voormalige basis van zeppelins. Zie voor meer informatie: Wurster Nordseeküste.